# 松竹動画研究所
松竹動画研究所（しょうちくどうがけんきゅうじょ、1941年5月設立 - 1945年8月15日解散）は、かつて東京に存在した日本の映画制作プロダクションである。
日本アニメーション界の草分け的存在であり、日本のアニメーション史に名を残す傑作『くもとちゅうりっぷ』や『桃太郎 海の神兵』など、叙情的なアニメ作品を戦時中に世に送り出したことで知られる。セル画の全編使用などアニメーションの製作技法を確立し、手塚治虫にも多大な影響を与えた。

## 概歴・沿革

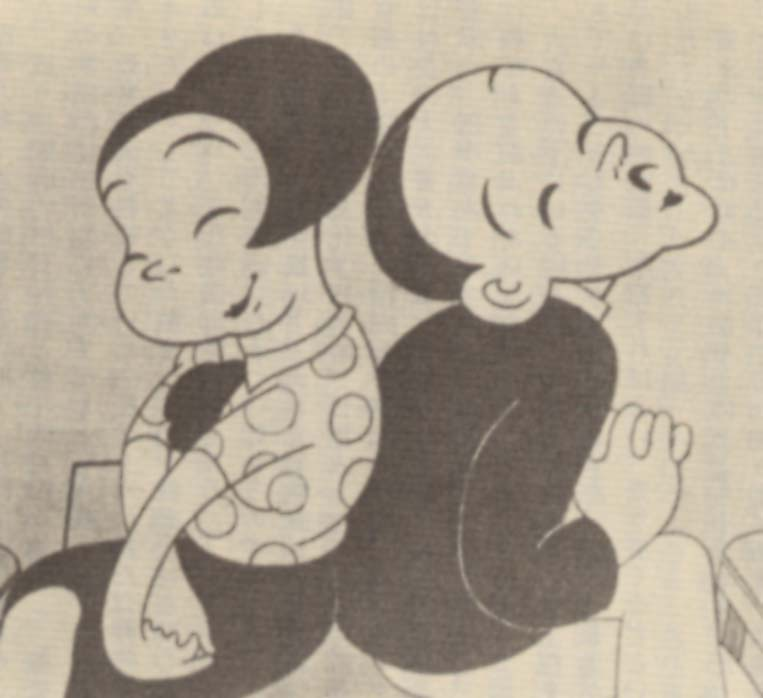
『力と女の世の中』スチール写真

松竹のアニメーション事業への参入は古く、1933年に『力と女の世の中』を松竹蒲田撮影所が製作するが経済的事情により、わずか3作で終わる（いずれも現存せず）。
その後、当時の漫画映画ブームに着目した松竹の大谷博常務の提案で、1941年（昭和16年）5月に「松竹漫画映画部」を東京本社に設置した。この時に政岡憲三が制作責任者に選ばれ就任する。しかし、松竹漫画映画部の設立7ヶ月後に太平洋戦争が勃発、松竹は日本の海軍省より国策アニメ映画製作の命を受ける。
松竹は「松竹漫画映画部」を「松竹動画研究所」に改称して『フクちゃんの奇襲』（原作・横山隆一）を1942年（昭和17年）3月に公開。それ以降、戦時下にも拘わらず6作のアニメ映画作品を製作・発表している。第二次世界大戦を迎え、それまで個人工房により乏しい予算で小規模に行なわれて来た日本のアニメーション制作に対して、軍部より予算が投下されており、この時期に軍部が提供した潤沢な予算はアニメーション技術の向上に繋がったとの評価がある。
日本最初のフルセルアニメーション『くもとちゅうりっぷ』（1943年）は、ミュージカル仕立ての作品となっており、その叙情性あふれる豊かな内容から、政岡憲三の代表作の1つであるのみならず、日本のアニメーション史に名を残す傑作とみなされている。制作された当時は戦争の真っ只中であり、完成された作品も大阪の映画館1館のみで上映された。戦時中に多く作られた明らかなプロパガンダ目的の国策映画ではなく、童話のような教訓をミュージカル仕立てで描いている点で特異な作品とされている。

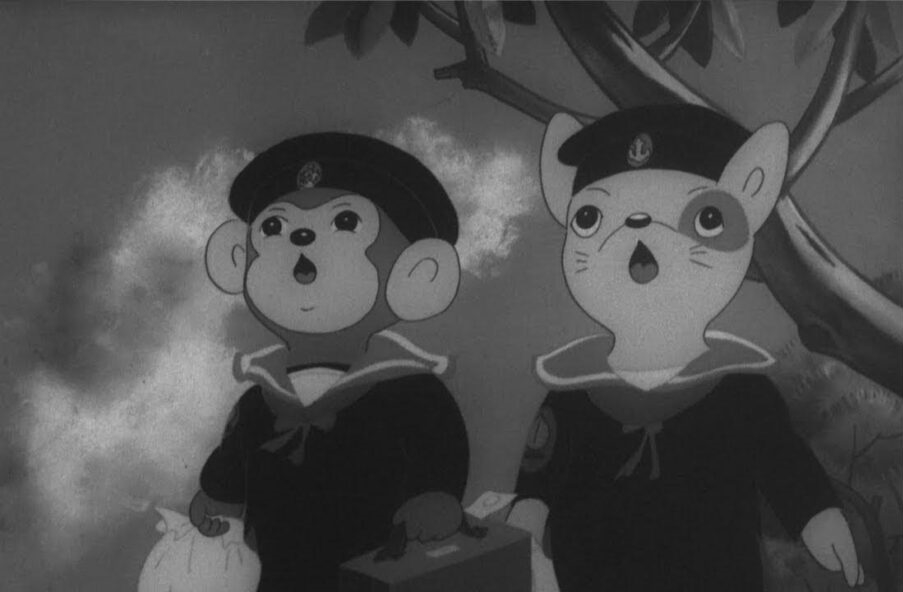
『桃太郎 海の神兵』の一場面

戦時色の強い戦意高揚を目的とする内容ながら、『桃太郎 海の神兵』（1945年）といった破格の作品が制作された。この作品は日本初の長編アニメーションと位置付けられており、当時の日本アニメとしては74分という史上最長の大作となっている。この作品は、作画、撮影、録音など技術の粋を集め、応召や徴用でスタッフが次々と欠けていく状況の中ようやく完成にこぎつけている。この作品が松竹動画研究所の最後の作品となった。
この時期の戦況は悪化の一途をたどり、若いスタッフは次々と徴兵、徴用されて減っていった。その上、スタジオでは空襲警報が鳴る度に機材、動画などを持って地下へ避難し、警報解除後にまた作業を再開するなど非常に困難な状況の連続であり、また物資不足も深刻で、製作に必要な資材の調達がままならなくなり、質の悪いザラ紙の動画用紙は利用が終わると消して新たな動画を描き、セルも絵具を洗い落として再使用するなどの大変劣悪な制作環境のもと『桃太郎 海の神兵』は製作されている。
手塚治虫は、『桃太郎 海の神兵』の封切り初日に大阪松竹座でこの作品を観ている。封切当時、彼は大阪帝国大学附属医学専門部の学生で、この日は勤労動員の休日だった。手塚は当時、海軍の意図した戦意高揚の演出中に隠された希望や平和への願いを解し感涙感激し、アニメーション製作の決意を抱いたと後に述べている。実に終戦の4ヶ月前のことであった。
『桃太郎 海の神兵』公開後、政岡憲三と瀬尾光世などのスタッフは、残された乏しい機材で『僕等は海軍志願兵』に着手するが、未完のまま終戦を迎え、松竹動画研究所は松竹株式会社に統合される形で廃止・閉鎖され、松竹のアニメ事業の事実上の終焉を迎えた。その後、独立した政岡憲三が設立した日動映画を東映が吸収合併する形で東映動画（現：東映アニメーション）が発足している。一方、松竹がアニメ事業の分野に本格的に再度参入したのは、つい近年のことである。

## 作品リスト

### 松竹蒲田撮影所時代
- 力と女の世の中（1933年）- 政岡憲三・城戸四朗
- 仇討からす（1934年）- 政岡憲三・城戸四朗・瀬尾光世
- ギャングと踊り子（1934年）- 政岡憲三・城戸四朗・瀬尾光世

### 松竹動画研究所時代
- フクちゃんの奇襲（1942年）- 横山隆一・政岡憲三
- くもとちゅうりっぷ（1943年）- 政岡憲三
- 闘球肉弾戦（1943年）‐ 高木一郎・桑田良太郎
- フクちゃんの増産部隊（1943年）‐ 桑田良太郎
- フクちゃんの潜水艦（1944年）‐ 横山隆一
- 桃太郎 海の神兵（1945年）‐ 瀬尾光世
- 僕等は海軍志願兵（1945年）※終戦によって頓挫した企画

## スタッフ
- 政岡憲三
- 瀬尾光世
- 横山隆一
- 高木一郎
- 桑田良太郎
- 小幡俊治
- 木村一郎
- 熊川正雄
- 土井研二
- 山室正男